# Balarbugten
Balarbugten (Bay of Balar) var i Silmarillion af J. R. R. Tolkien, en vig af havet Belegaer syd for Beleriand. Floden Sirion løb ud i havet i dette område.
Formentlig blev bugten skabt i kataklysmen der fulgte med kampen mellem Valar og Morgoth lang tid før den nedskrevne historie.
Øen Balar var en stor ø i bugten.
| Fiktion | Spire Denne artikel om en historie eller noget fiktivt er en spire som bør udbygges. Du er velkommen til at hjælpe Wikipedia ved at udvide den. |